# Puchar Europy Zdobywczyń Pucharów siatkarek (1975/1976)
Puchar Europy Zdobywczyń Pucharów 1975/1976 – 4. sezon Puchar Europy Zdobywczyń Pucharów rozgrywanego od 1975 roku, organizowanego przez Europejską Konfederację Piłki Siatkowej (CEV) w ramach europejskich pucharów dla żeńskich klubowych zespołów siatkarskich "starego kontynentu".

## Drużyny uczestniczące
- Galatasaray SK
- Slávia Bratysława
- Panathinaikos Ateny
- Innsbrucker AC
- US Medico Münster
- Leixoes Porto
- Como Mobili Modena
- Dynamo Apeldoorn
- COG Antwerpen
- Neuchâtel Sports
- Hapoel Tel Awiw
- ASUL Lyon
- CSKA Sofia

## Rozgrywki

### Runda 1/8
| Data       | Drużyna 1           | Wynik | Drużyna 2         | Sety              |
| ---------- | ------------------- | ----- | ----------------- | ----------------- |
| 07.02.1976 | Galatasaray Stambuł | 0:3   | Slávia Bratysława |                   |
| 08.02.1976 | Galatasaray Stambuł | 1:3   | Slávia Bratysława |                   |
| 25.01.1975 | Panathinaikos Ateny | 3:2   | Innsbrucker AC    |                   |
| 22.02.1975 | Panathinaikos Ateny | 2:3   | Innsbrucker AC    |                   |
|            | US Medico Münster   | 3:0   | Leixoes Porto     |                   |
|            | US Medico Münster   | :     | Leixoes Porto     |                   |
| 18.02.1975 | Como Mobili Modena  | 3:0   | Dynamo Apeldoorn  | 15:8, 15:2, 15:13 |
| 21.02.1975 | Como Mobili Modena  | 0:3   | Dynamo Apeldoorn  | 8:15, 3:15, 5:15  |
| 08.02.1975 | COG Antwerpen       | 3:0   | Neuchâtel Sports  | 15:6, 15:5, 15:2  |
| 21.02.1975 | COG Antwerpen       | 3:0   | Neuchâtel Sports  | 15:4, 15:10, 15:8 |
| 08.02.1975 | Hapoel Tel Awiw     | 2:3   | ASUL Lyon         |                   |
| 21.02.1975 | Hapoel Tel Awiw     | :     | ASUL Lyon         |                   |

### Ćwierćfinał
| Data       | Drużyna 1         | Wynik | Drużyna 2           | Sety                      |
| ---------- | ----------------- | ----- | ------------------- | ------------------------- |
| 14.03.1975 | Slávia Bratysława | 3:0   | Panathinaikos Ateny |                           |
| 24.03.1975 | Slávia Bratysława | :     | Panathinaikos Ateny |                           |
|            | CSKA Sofia        | :     | Innsbrucker AC      |                           |
|            | CSKA Sofia        | :     | Innsbrucker AC      |                           |
| 13.03.1975 | US Medico Münster | 3:0   | Dynamo Apeldoorn    | 15:6, 17:15, 15:13        |
| 23.03.1975 | US Medico Münster | 1:3   | Dynamo Apeldoorn    | 10:15, 15:5, 11:15, 14:16 |
|            | ASUL Lyon         | :     | COG Antwerpen       |                           |
|            | ASUL Lyon         | 1:3   | COG Antwerpen       |                           |

### Turniej finałowy
Bratysława
Tabela
| Lp. | Drużyna           | Pkt | Mecze | Mecze | Mecze | Sety | Sety | Sety  |
| Lp. | Drużyna           | Pkt | M     | W     | P     | wyg. | prz. | ratio |
| --- | ----------------- | --- | ----- | ----- | ----- | ---- | ---- | ----- |
| 1   | Slávia Bratysława | 6   | 3     | 3     | 0     | 9    | 0    | MAX   |
| 2   | CSKA Sofia        | 5   | 3     | 2     | 1     | 6    | 3    | 2.000 |
| 3   | US Medico Münster | 4   | 3     | 1     | 2     | 3    | 6    | 0.500 |
| 4   | ASU Lyon          | 3   | 3     | 0     | 3     | 0    | 9    | 0.000 |

Wyniki
| Data       | Drużyna 1         | Wynik | Drużyna 2         | Sety               |
| ---------- | ----------------- | ----- | ----------------- | ------------------ |
| 07.04.1975 | US Medico Münster | 3:0   | ASU Lyon          | 15:13, 15:9, 15:10 |
| 07.04.1975 | Slavia Bratislava | 3:0   | CSKA Sofia        | 15:7, 15:12, 15:7  |
|            |                   |       |                   |                    |
| 08.04.1975 | CSKA Sofia        | 3:0   | US Medico Münster | 15:3, 16:14, 15:10 |
| 08.04.1975 | Slavia Bratislava | 3:0   | ASU Lyon          | 15:3, 15:4, 15:8   |
|            |                   |       |                   |                    |
| 09.04.1975 | CSKA Sofia        | 3:0   | ASU Lyon          | 15:7, 15:9, 15:9   |
| 09.04.1975 | Slavia Bratislava | 3:0   | US Medico Münster | 15:10, 15:4, 15:10 |

## Klasyfikacja końcowa
| Miejsce | Drużyna           |
| ------- | ----------------- |
| złoto   | Slávia Bratysława |
| srebro  | CSKA Sofia        |
| brąz    | US Medico Münster |
| 4.      | ASUL Lyon         |